# Nemanja Pejčinović
Nemanja Pejčinović (in serbo Немања Пејчиновић?; Kragujevac, 4 ottobre 1987) è un ex calciatore serbo, di ruolo difensore.

## Caratteristiche tecniche
Giocatore molto versatile, il suo ruolo naturale è quello di difensore centrale ma può essere adattato anche a terzino sinistro o mediano.

## Palmarès

### Club

#### Competizioni nazionali
- Coppa di Russia: 2

Lokomotiv Mosca: 2014-2015, 2016-2017
- Campionato russo: 1

Lokomotiv Mosca: 2017-2018